# Rudolf Herbers

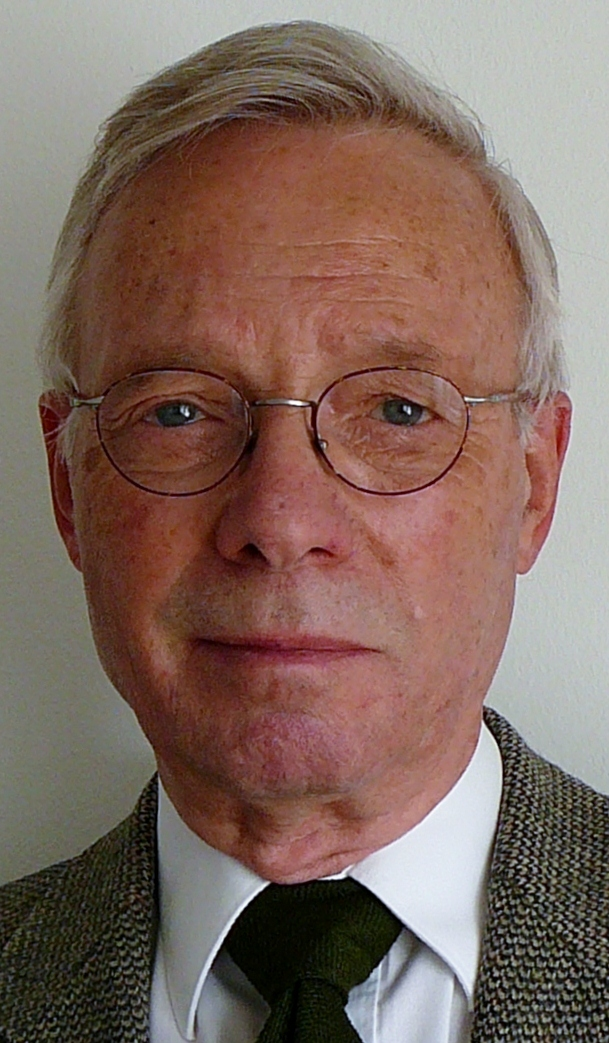
Rudolf Herbers

Rudolf Herbers (* 29. Juli 1935 in Dortmund) ist ein deutscher Journalist und Politiker der SPD.

## Leben
Rudolf Herbers absolvierte von 1955 bis 1959 ein Volontariat bei den Ruhr-Nachrichten in Dortmund und arbeitete dort als Lokal- und Feuilletonredakteur. 1959 verantwortlicher Redakteur einer Kundenzeitschrift der Borgward-Gruppe, Bremen. 1960 Wirtschaftsredakteur bei der Zeitung Die Welt, Essen. 1961 bis 1966 Autor, Ressortleiter Reise, Recht und Finanzen bei der Zeitschrift Constanze, Hamburg. 1966 bis 1968 Chefredakteur im Bonnier-Verlag, Stockholm. 1969 bis 1994 Ressortleiter Wirtschaft bei der Zeitschrift Schöner Wohnen, Hamburg. Fachjournalist für Verbraucher- und Familienfinanzen, Baufinanzierung, Mietrecht, Steuerrecht, sozialpolitische Finanzfragen. Er war Zeitzeuge in der Spiegel-Affäre.
Vorsitzender des Gesamtbetriebsrates des Gruner + Jahr Verlages, Hamburg. 1975 bis 1992 Mitglied des Aufsichtsrates der Gruner + Jahr AG, Hamburg, als Vertreter der Redaktionen. Mitbegründer der Henri-Nannen-Journalistenschule. 
1984 bis 1994 ehrenamtlicher Richter des Arbeitsgerichts Hamburg. 1978 bis 1986 Mitglied des Verwaltungsrats der Kreissparkasse Stormarn, Bad Oldesloe.

## Politik
Eintritt in die SPD 1965. 1970 bis 1983 Vorsitzender des SPD-Ortsvereins Großhansdorf. 1970 bis 1976 Mitglied des Kreisvorstandes Stormarn, 1972 bis 1976 dessen zweiter Vorsitzender. 1966 und 1974 Wahl in den Gemeinderat Großhansdorf. Am 12. Mai 1976 für die verstorbene Elisabeth Orth als Mitglied des 7. Deutschen Bundestages nachgerückt. Von 2004 bis 2022 war er Vorsitzender der SPD-Arbeitsgemeinschaft 60 plus Hamburg.  Er war Mitglied des Bundesvorstands der Arbeitsgemeinschaft und deren zweiter Vorsitzender. Herbers gehörte dem Landesvorstandes der SPD Hamburg an.
Er ist verheiratet, drei Kinder und wohnt in Hamburg. 